# Željko Radošević
Željko Radošević, pulski nogometni vratar. Rođen je u Zagrebu, ali se vratio u Medulin kao desetogodišnjak.

## Karijera
Bio je junior NK Uljanika, a od 1958. godine izmjenjivao se na vratima s Gigijem Punisom i Rječaninim Rončevićem. Odigrao je 115 utakmica tijekom šest godina NK Istre kao drugoligaša. Nakon ispadanja Istre iz druge lige, 1967./1968. igrao je za NK Uljanik, a karijeru je završio u NK Medulinu. Najveći rival bio mu je Milan Zagorc.